# Selena (film)
Selena är en biografisk dramafilm från 1997 i regi av Gregory Nava. Filmen är baserad på den amerikanska latinostjärnan Selena Quintanillas liv. Selena blev skjuten 1995 av ett fan, Yolanda Saldivar. Huvudrollen som Selena spelas av den då okända bakgrundsdansaren Jennifer Lopez, som fick mycket beröm för sin rolltolkning och filmen blev hennes stora genombrott i USA. I övriga roller märks Edward James Olmos och Constance Marie
År 2021 valdes filmen ut för att bevaras i National Film Registry av USA:s kongressbibliotek då den anses vara ”kulturellt, historiskt eller estetiskt betydelsefull”.

## Rollista i urval
- Jennifer Lopez - Selena Quintanilla
- Jackie Guerra - Suzette Quintanilla
- Constance Marie - Marcella Quintanilla
- Alexandra Meneses - Sara
- Jon Seda - Chris Pérez
- Edward James Olmos - Abraham Quintanilla Jr.
- Jacob Vargas - A.B. Quintanilla
- Lupe Ontiveros - Yolanda Saldívar
- Pete Astudillo - sig själv
- Ruben Gonzalez - Joe Ojeda
- Rebecca Lee Meza - Selena som barn
- Selena Quintanilla - sig själv (sång & arkivbilder)